# Bergen

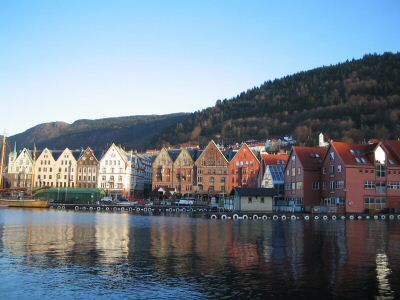
Zdjęcie budynków blisko Bryggen wybudowanych w 1901 roku

Bergen – norweskie miasto i gmina leżąca w okręgu Vestland, na styku mórz Północnego i Norweskiego.
Bergen jest drugim co do wielkości miastem kraju, liczy 289 330 mieszkańców (2023). Nazywane jest bramą do fiordów i znajduje się na liście światowego dziedzictwa UNESCO.

## Historia
Założone w 1070 (lub 1069) roku, przez Olafa III, pod nazwą Bjorgvin. Była to osada rybacko-kupiecka. W XII-XIII w. główny ośrodek polityczny Norwegii (siedziba biskupa, rezydencja królewska, miejsce koronacji), formalna stolica od 1217 roku. Od połowy XIII w. port o znaczeniu międzynarodowym. W latach 1343–1560 działała tu faktoria niemieckiej Hanzy. Ostatni dom kupiecki został zamknięty w roku 1764, ponad 200 lat po załamaniu potęgi Hanzy. Do połowy XIX w. największe miasto i główny port Norwegii. Od drugiej połowy XVIII w. także ważny ośrodek życia naukowego i kulturalnego kraju. Miasto ucierpiało podczas II wojny światowej, spłonął wtedy zabytkowy budynek teatru na Sverresgate, pierwsza scena Norwegii założona w roku 1851 przez skrzypka Ole Bulla.

## Gospodarka
Obecnie największy port rybacki kraju, duży port handlowy i pasażerski. Jest to drugie, po Oslo, miasto co do znaczenia gospodarczego i wielkości. Rozwinięte są takie gałęzie przemysłu jak:
- stoczniowy
- spożywczy (głównie rybny)
- włókienniczy
- maszynowy
- rafineryjny

## Transport

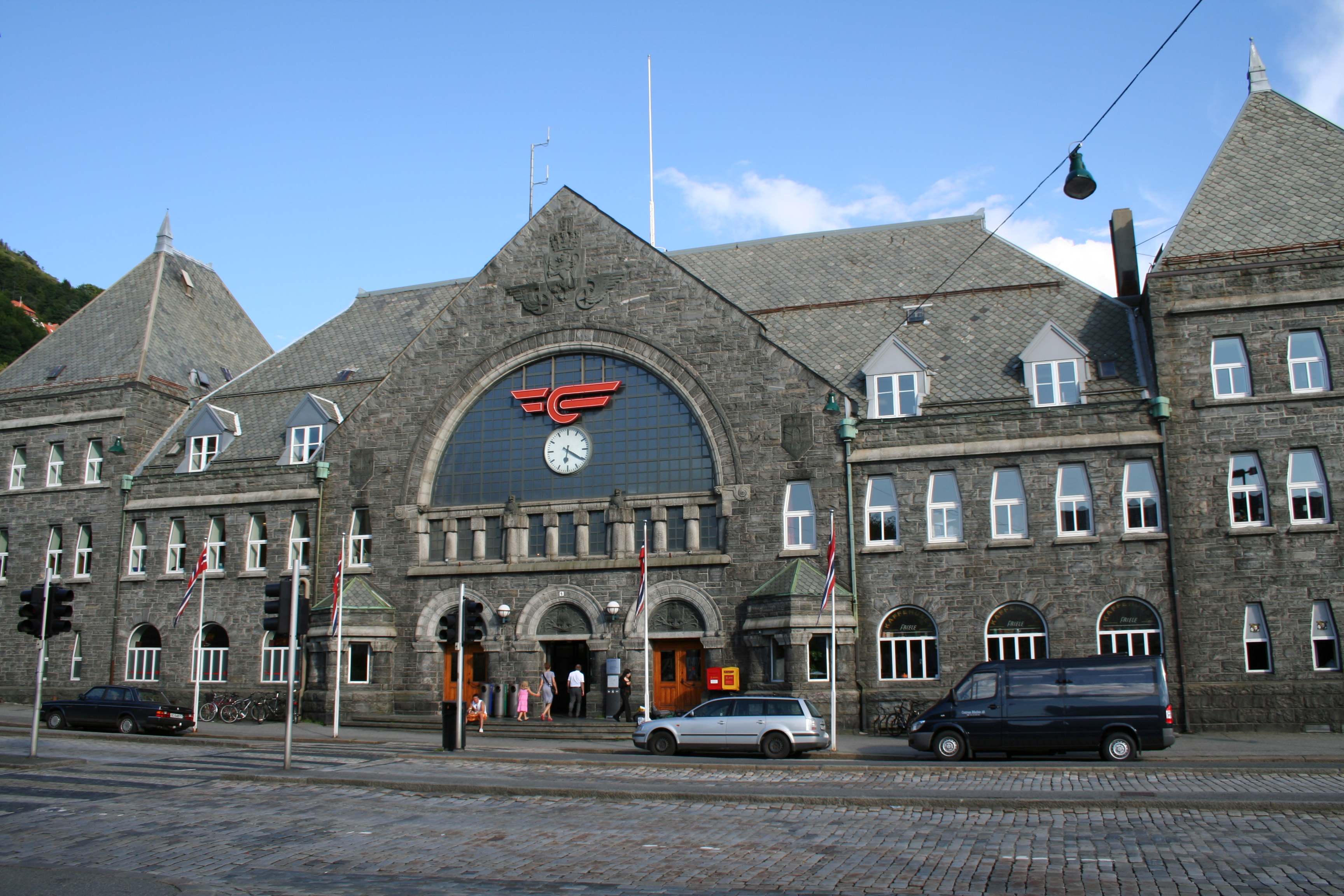
Dworzec zaprojektowany przez Jensa Zeitlitza Kielanda

Połączenia lotnicze realizuje port lotniczy Bergen-Flesland. Miasto jest ważnym węzłem kolejowym i punktem końcowym linii Bergensbanen. Dworzec w Bergen obsługuje połączenia dalekobieżne i lokalne w systemie SKM. Miasto posiada szybki tramwaj, nadto dysponuje dobrze rozwiniętą siecią autobusową. Miasto jest połączone ze szczytem góry Fløyen kolejką górską Fløibanen, natomiast ze szczytem Ulriken – kolejką linową Ulriksbanen.
W Bergen rozpoczyna się (kończy) historyczna – ustanowiona w 1908 roku – trasa morska do położonego poza północnym kołem podbiegunowym miasta Kirkenes. Codzienne połączenia promowe są obsługiwane przez norweskie linie Hurtigruten.

## Nauka i kultura
Bergen to ośrodek naukowy i kulturalny. Z wyższych uczelni warto wymienić uniwersytet (założony w 1948) i Wyższą Szkołę. Ponadto wybudowano konserwatorium, instytut morski, muzea (m.in. Muzeum Historyczne i skansen Gamle Bergen). Corocznie odbywa się tu festiwal muzyczny Festspillene, zapoczątkowany w 1898 przez E.H. Griega. W mieście działa też Scena Narodowa (Den Nationale Scene).

## Atrakcje turystyczne

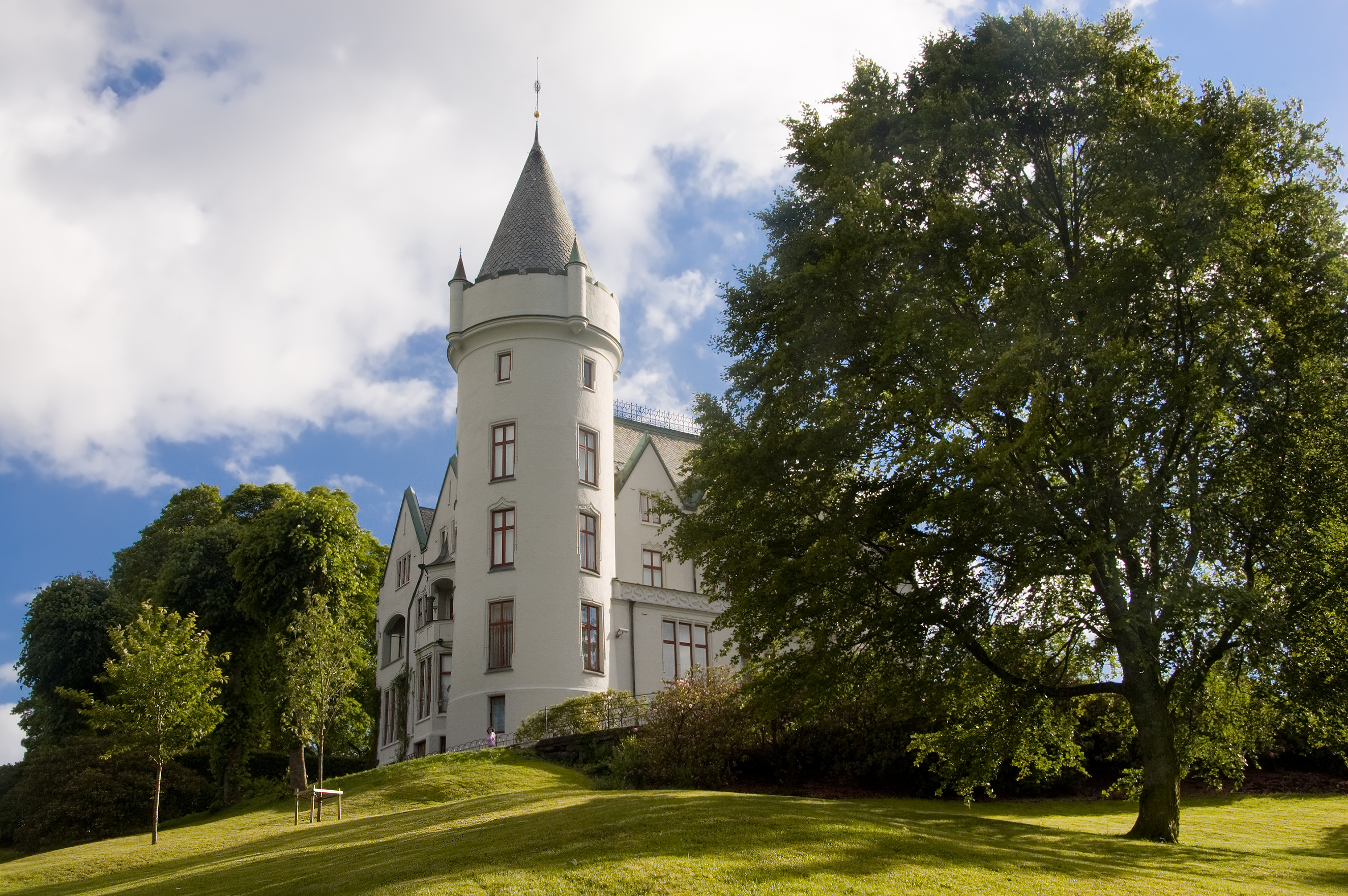
Widok ogólny na rezydencję Gamlehaugen

Vestlandske Kunstindustrimuseum, Nordahl Bruns w Bergen

Liczne kościoły, głównie protestanckie, m.in.: Mariakirken w stylu romańskim (XII, XIII w.), katedra św. Olafa (XII, XVI, XIX w.), kościół Św. Krzyża, zbudowany w stylu renesansowym (XVI w.), oraz również renesansowy kościół Nyrkirken (XVIII w.). Oprócz kościołów warto zwiedzić: ratusz (XVI w.), szpital trędowatych Św. Krzyża (XVI, XVIII w.), bramę miejską (XVII w.), zamek Bergenhus (XIII w.) ze słynną salą Haakona IV, wieżę Rosenkrantza (XVI w.), pałac Damsgaard (XVIII w.), rezydencję królewską Gamlehaugen. Ponadto liczne drewniane domy mieszkalne z XVIII w., a wśród nich słynny zespół drewnianej zabudowy Bryggen (dwupiętrowe domy o wąskich fasadach zwróconych ku morzu) oraz gmachy użyteczności publicznej z XIX i XX w. W pobliżu znajduje się drewniany kościół w Fantoft, z XII w. Na szczególne wyróżnienie zasługują również liczne muzea i inne obiekty, jak choćby:
- Muzeum Hanzeatyckie – powstało w 1872 r. i jest jednym z najstarszych w Norwegii. Jest to jednak tylko rekonstrukcja, gdyż prawdziwe domy spłonęły w XVIII wieku.
- Muzeum Historyczne.
- Muzeum Morskie – akwarium z jedną z największych kolekcji fauny morskiej w Europie.
- Targ Rybny pod gołym niebem (słynny Fisketorget), gdzie można zawsze kupić świeże ryby z okolicznych połowów, zjeść rybne przetwory i kanapki z krewetkami czy też łososiem.
- Ważną atrakcją miasta jest również kolej linowo-terenowa (funikular) – Fløibanen, łącząca miasto ze szczytem góry Fløyen.

Coroczne festiwale muzyki i folkloru norweskiego przyciągają sporą liczbę turystów.

## Gmina Bergen
Gmina Bergen jest 216. norweską gminą pod względem powierzchni.

### Demografia
Według danych z roku 2005 gminę zamieszkiwało 239 209 osób. Gęstość zaludnienia wynosi 514,07 os./km². Pod względem zaludnienia Bergen zajmuje 2. miejsce wśród norweskich gmin.
| ludność stan na 1 stycznia 2005 |         |           |         |
|                                 | kobiety | mężczyźni | razem   |
| osób                            | 117 900 | 121 309   | 239 209 |
| %                               | 49,29%  | 50,71%    | 100%    |

| wykształcenie stan na 1 października 2004 |            |         |        |          |
|                                           | podstawowe | średnie | wyższe | nieznane |
| osób                                      | 29 859     | 97 585  | 56 487 | 5775     |
| %                                         | 15,74%     | 51,44%  | 29,78% | 3,04%    |

### Edukacja
Według danych z 1 października 2004:
- liczba szkół podstawowych (norw. grunnskolar): 98
- liczba uczniów szkół podstawowych: 31 283
- ośrodek uniwersytecki (Uniwersytet w Bergen): ok. 20 000 studentów.

### Władze gminy
Według danych na rok 2011 administratorem gminy (norw. rådmann) jest Monica Mæland, natomiast burmistrzem (norw. ordfører, d. borgermester) jest Gunnar Bakke.

## Sport
- Fana IL – klub sportowy
- FIK BFG Fana – klub lekkoatletyczny
- IL Gular – klub lekkoatletyczny
- IL Norna-Salhus – klub lekkoatletyczny
- Fana Stadion – stadion klubów Fana IL, FIK BFG Fana, IL Gular
- SK Brann – klub piłkarski
  - Brann Stadion – stadion klubu
- Nyborg VBK – klub piłki siatkowej mężczyzn

## Osoby związane z Bergen
- Edvard Grieg – kompozytor, pianista i dyrygent epoki romantyzmu
- Anne-Grete Strøm-Erichsen – burmistrz miasta w latach 1999–2000
- Gunnar Staalesen – norweski pisarz, autor powieści kryminalnych
- Varg Vikernes – artysta blackmetalowy. Założyciel projektu Burzum
- Roger Tiegs – artysta blackmetalowy. Założyciel grupy Gorgoroth
- Ørjan Stedjeberg - artysta blackmetalowy. Założyciel grupy Taake
- Bard i Vegard Ylvisaker (Ylvis) – norwescy piosenkarze i komicy
- Kygo – norweski producent muzyczny, DJ i remikser
- Alan Walker – norweski producent muzyczny
- Aurora Aksnes – norweska piosenkarka